# Domenico Antonio Parrino
Domenico Antonio Parrino (Napoli, 1642 – Napoli, 1716 circa) è stato un editore, attore teatrale e storico italiano.

## Biografia
Domenico Antonio nacque a Napoli nel 1642 da Angela Gragnano e Onofrio Parrino, libraio con bottega al Largo del Castello. Entrato in contatto con il mondo teatrale tramite la sorella Anna - attrice, sposata con un attore comico – si diede alla recitazione, e nel 1674 entrò nella Compagnia del Duca di Modena, interpretando il ruolo di secondo innamorato con il nome di Florindo. Scrisse anche, e nel 1673 pubblicò a Venezia, la commedia Amare e fingere. Nel 1680 ritornò a Napoli, e nell'83 aveva ormai abbandonato il teatro per dedicarsi alla nuova libreria che aveva aperto a Santa Maria La Nova, scegliendo di separare la propria attività da quella della bottega paterna, ormai non più gestita da familiari, ma dal suo patrigno, Francesco Massari, e da Giovanna di Benedetto, la donna che questi aveva sposato alla morte della madre del Parrino.
Negli anni Ottanta poté consolidare la propria posizione, non solo economica, con l'attività di appaltatore degli Avvisi, sorta di settimanali di informazione dell'epoca, la cui redazione ed edizione gl attirò da parte dei contemporanei più d'una critica e qualche commento invidioso.
La libreria del Parrino fu anche punto d'incontro per i letterati del tempo, specie dopo che l'imprenditore divenne, oltre che editore, autore di varie opere, tra cui la più nota è senz'altro il Teatro Eroico e Politico de' Viceré di Napoli, in cui erano raccolte le biografie dei viceré spagnoli da Gonzalo Fernández de Córdoba a Ferdinando Fajardo; scritto a partire dal 1688 per volere dell'allora viceré di Napoli, conte di Santisteban, il Teatro fu stampato tra il 1692 e il '94. Su quest'opera però, criticata già nel secolo successivo - per lo stile sciatto, la mancanza di precisione nei dati, e le adulazioni talora smaccate verso i potenti -, ma sempre riconosciuta come indispensabile fonte di dati per la storia del Seicento, a lungo è pesato il sospetto che le notizie contenute, e forse non quelle sole, si dovessero ai letterati amici del Parrino, quali Domenico Aulisio, Niccolò Caputo e Leonardo Nicodemo; solo in tempi relativamente recenti si è giunti ad una rivalutazione del lavoro di ricerca svolto dall'autore. In ogni caso Domenico Antonio dovette avere buone conoscenze a corte se gli riuscì di ottenere che ad Antonio Bulifon - altro letterato-editore attivo a Napoli, al quale si devono le varie edizioni della guida di Pompeo Sarnelli – si impedisse di proseguire la pubblicazione del suo Cronicamerone (o Annali e Giornali istorici delle cose notabili accadute nella città, e regno di Napoli dall'era volgare fino al 1690) per la parte riguardante il periodo successivo al 1503, quello cioè di cui il Parrino si occupava nel suo Teatro.
A partire da questo episodio i due non furono più soltanto concorrenti, ma veri nemici, tanto più che alla rivalità professionale andava ad aggiungersi quella politica (Bulifon filofrancese e Parrino filoaustriaco). Bulifon ebbe comunque modo di rifarsi nel 1702, anno in cui riuscì ad ottenere, strappandolo al Parrino, il privilegio della stampa degli Avvisi e delle Relazioni; privilegio nel quale Domenico Antonio - sostenitore del partito degli Asburgo - fu però reintegrato quando nel 1707 gli austriaci entrarono a Napoli. Vi fu anche chi sostenne che «il Parrini compose, e stampò i suoi Incendi del Vesuvio e le sue Guide per Napoli, e per Pozzuolo, e la storia della Venuta degli Austriaci, solo per contrapporle ad altrettante opere che, o erano state lavorate, o si vendevano con vantaggio dal Bulifon. Anzi si volle che alla traversia sofferta da costui, quando nel 1707 la plebe saccheggiogli la casa, e la bottega rapendo in ispezialità libri, e carte, avesse data il Parrini tutta l'occasione, e lo stimolo». Accusa, quest'ultima, che Parrino sembra voler respingere in un accenno all'episodio in questione contenuto nel suo Compendio istorico o sia Memorie delle notizie più vere, e cose più notabili, o degne da sapersi, accadute nella felicissima entrata delle sempre gloriose Truppe Cesaree nel Regno ed in questa città di Napoli, pubblicato nel 1708 (cfr. p. 243).

## Opere
Tra le molte opere di cui Parrino fu editore se ne segnalano alcune. Senz'altro curioso Lo Scalco alla moderna ovvero l'arte di ben disporre i conviti, di Antonio Latini, edito nel 1692, in cui è contenuta una «breve Descrizione del Regno di Napoli, in ordine alle cose commestibili (...) che si producono in diversi luoghi del medesimo Regno», sorta di guida gastronomica ante litteram; interessanti anche l'opera in tre tomi di Giovan Battista Pacichelli Il Regno di Napoli in prospettiva diviso in dodici province... (1703), o le Notizie di famiglie nobili e illustri della Città e Regno di Napoli, di Giuseppe Reccho (1717). Il Parrino fu anche autore di due Relazioni sulle eruzioni del Vesuvio, rispettivamente del 1694 e 1696.